# هارون إدواردز
هارون إدواردز (بالإنجليزية: Aaron Edwards)‏ هو لاعب كرة قدم بريطاني، ولد في القرن 20 في جبل طارق في المملكة المتحدة.